# Hrabství Limerick
Hrabství Limerick (irsky Contae Luimnigh, anglicky County Limerick) je irské hrabství, nacházející se na západě země v bývalé provincii Munster. Sousedí s hrabstvím Clare na severu, s hrabstvím Tipperary na východě, s hrabstvím Kerry na západě a s hrabstvím Cork na jihu. Na severu jej omývá ústí řeky Shannon. Nejvyšším bodem hrabství je hora Galtymore (919 m n. m.), nacházející se v jihovýchodním cípu hrabství. Panuje zde extrémně oceánické podnebí.
Hlavním městem hrabství je Limerick, který je třetím největším městem v Irsku. Hrabství má rozlohu 2755 km² a žije v něm přibližně 195 tisíc obyvatel.
Mezi zajímavá místa hrabství patří městečko Adare nebo King John's Castle v již zmíněném Limericku.
Jednopísmenná zkratka hrabství, používaná zejména na SPZ, je od 1. 1. 2014 L, do roku 2013 to bylo LK. Zkratka L byla dříve používána pouze pro město Limerick.

## Města a obce hrabství

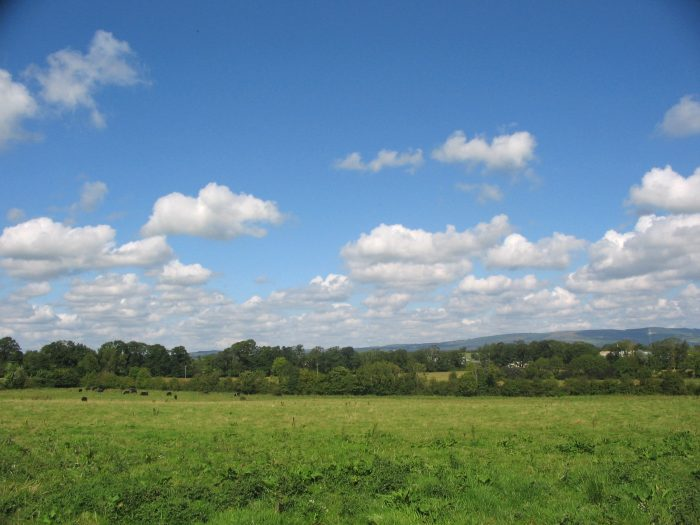
Typická limerická krajina, konkrétně oblast Golden Vale

Hrabství se skládá z 6 měst, 60 obcí a 2 oblastí. V závorce jsou uvedeny irské názvy.
Města jsou následující: Abbeyfeale (Mainistir na Féile), Annacotty (Áth an Choite), Kilmallock (Cill Mocheallóg), Limerick (Luimneach), Newcastle West (An Caisleán Nua Thiar) a Rathkeale (Ráth Caola).
Obce jsou následující: Adare (Áth Dara), Ardagh (Árdach), Ardpatrick (Árd Pádraig), Askeaton (Eas Géitine), Athea (Áth an tSléibhe), Athlacca (An tÁth Leacach), Ballingarry (Baile An Gharraí), Ballyagran (Béal Átha Grean), Ballyhahill (Baile Dhá Thuile), Ballylanders (Baile an Londraigh), Ballyneety (Baile an Fhaoitigh), Ballysteen (Baile Stiabhana), Broadford (Béal an Átha), Bruff (Brú na nDéise), Bruree (Brú Rí), Caherconlish (Cathair Chinn Lis), Cappamore (An Cheapach Mhór), Carrigkerry (Carraig Chiarraí), Castleconnell (Caisleán Uí Chonaill), Castlemahon (Caisleán Maí Tamhnach), Castletown (Baile an Chaisleáin), Clarina (Clár Aidhne), Crecora (Craobh Chumhra), Croagh (An Chruach), Croom (Cromadh), Doon (Dún Bleisce), Dromcolliher (Drom Collachair), Fedamore (Feadamair), Feenagh (Fíonach), Feohanagh (Feothanach), Foynes (Faing), Galbally (Gallbhaile), Garryspillane (Garraí Uí Spealáin), Glenroe (An Gleann Rua), Glin (Gleann Chorbrai), Granagh (Greanach), Herbertstown (Baile Hiobaird), Hospital (An tOspidéal), Kilbeheny (Coill Bheithne), Kilcornan (Cill Churnáin), Kildimo (Cill Díoma), Killeedy (Cill Íde), Kilfinane (Cill Fhionáin), Kilfinny (Cill na Fíonaí), Kilmeedy (Cill m'Íde), Kilteely-Dromkeen (Cill Tíle – Drom Caoin), Knockaderry (Cnoc an Doire), Knocklong (Cnoc Loinge), Loughill (Leamhchoill), Monagea (Móin an Ghé), Mountcollins (Cnoc Uí Choileáin), Mungret (Mungairit), Murroe (Maigh Rua), Oola (Úbhla), Pallasgreen (Pailís Ghréine), Pallaskenry (Pailís Chaonraí), Patrickswell (Tobar Phádraig), Shanagolden (Seanghualainn), Templeglantine (Teampall an Ghleanntáin) a Tournafulla (Tuar na Fola).
Mezi oblasti patří Effin (Eimhin) a Raheen (Ráithín).